# Saint-Benoît, Alpes-de-Haute-Provence
Saint-Benoît är en kommun i departementet Alpes-de-Haute-Provence i regionen Provence-Alpes-Côte d'Azur i sydöstra Frankrike. Kommunen ligger  i kantonen Annot som ligger i arrondissementet Castellane. År 2022 hade Saint-Benoît 166 invånare.

## Befolkningsutveckling
Antalet invånare i kommunen Saint-Benoît
Referens: INSEE